# Euthalia telchinioides
Euthalia telchinioides är en fjärilsart som beskrevs av Clayton Dissinger Mell 1923. Euthalia telchinioides ingår i släktet Euthalia och familjen praktfjärilar. Inga underarter finns listade i Catalogue of Life.